# Ramon Estruch i Ferrer
Ramon Estruch i Ferrer (Barcelona, 14 de març de 1816 - Barcelona, 25 de gener de 1884) va ser un polític i industrial català.

## Biografia
Ramon Estruch va néixer a Barcelona, fill de Josep Estruch i Espiell esparter d'ofici i d'Anna Ferrer tots dos de Barcelona.
Tenia nombrosos interessos en els sectors bancaris i ferroviaris. Ostentà el càrrec de diputat a Corts i també el de senador a Barcelona en diverses legislatures (1872, 1876, 1877, 1879-80), essent un dels membres més significatius del partit progressista.
Com a senador, va coincidir amb Víctor Balaguer en la gestió de diversos projectes ferroviaris catalans i en les campanyes proteccionistes. I malgrat les diferències polítiques afavorí la carrera política de Balaguer i la seva elecció com a diputat a Corts pel districte de Vilanova i la Geltrú, tot considerant les seves aptituds com a gestor dels interessos catalans. Com a mostra d'amistat i d'agraïment Víctor Balaguer li escrigué una carta l'any 1883 en la que li explicava el seu projecte de construcció de la seva Biblioteca Museu, per la que li oferia compartir la titularitat, oferta que Estruch refusà al seu torn en una nova carta. Ambdues missives es publicaren en un llibret en el que s'explicava també la fundació de la Biblioteca Museu Víctor Balaguer.
Estruch donà a Balaguer el quadre Al·legoria de la Pau i la felicitat de l'Estat, de Jacob Jordaens (atribuït des de l'any 2011 al taller de Rubens) per al seu museu. L'obra estigué exposada al Museu des de la inauguració de la Institució l'any 1884 i com a agraïment la Junta de Patrons encarregà al pintor Josep Parera la realització d'un retrat de Ramón Estruch que també s'exposà al Museu.
Entre altres càrrecs Estruch fou cavaller de la Gran Cruz de Isabel la Católica, era president de la Junta de govern de la Casa de la Misericòrdia de Barcelona, de la del Govern del ferrocarril i mines de Sant Joan de les Abadesses i era membre de la Junta del Banc Hispano Colonial i de la Catalana General de Crédito.
A Sant Boi de Llobregat va habitar la Casa Gran, al peu de l'antic camí de Sant Climent i va construir el llac que encara avui es conserva, al costat del camí de Sant Ramon. Va morir el 25 de gener de 1884 a Barcelona. Es van celebrar els seus funerals a l'església de Santa Maria del Mar de la ciutat, on es va interpretar una missa del compositor Josep Sabatés.
Ramon Estruch es va casar dues vegades, la primera amb Eulàlia Comella i Farreras. Vidu de la seva primera esposa es va casar amb Ignacia Oms i Ruyra (1834-1895), natural de Blanes. La filla del primer matrimoni Anna Estruch i Comella es va casar amb l'advocat, polític i jurista Melcior Ferrer i Bruguera (1822-1890), primer marquès de Cornellà. El fill del primer matrimoni Josep Estruch i Comella construí l'Ermita de Sant Ramon en la muntanya de Montbaig, Sant Boi de Llobregat, l'any 1887 en memòria del seu pare.